# DIVE (OKBQT VERY LIFEの曲)
『DIVE』（ダイヴ）は、大久保海太が所属したバンド「OKBQT VERY LIFE」名義でリリースしたシングル。2002年9月10日発売。発売元はBIGSBEE RECORDS。

## 解説
ギター&ヴォーカルの大久保海太・ベースの田中亮介・ドラムスの中村優規から成るトリオが、「OKBQT VERY LIFE」名義でリリースした唯一のシングル盤。当時、大久保はアンティノス・レコード所属であったが、本シングル盤はインディーズ・レーベルからのリリースとなっている。CD帯のコピーは、「その右ひざを前に出せるか。」。
発売に際し、Virgin Megastores・川崎店と新星堂・吉祥寺店等でインストア・イベントを開催した。
ボーナス・トラックとして、ソロの2ndシングル「ヴィデオ」のライヴ音源が収録された。録音日は、新宿LOFTの2002年6月4日公演。ちなみに、CD帯等にはライヴ音源収録の記載はない。
なお、本シングルリリース後の冬には大久保より話を切り出し、所属レコード会社「アンティノス・レコード」を退社、及びVERY LIFEの活動を一段落させている。

## 収録曲
1. DIVE （4:27）
  - 作詞・作曲: 大久保海太
2. ほんとうの海 （5:15）
  - 作詞・作曲: 大久保海太
3. OKBQT 〜ベイビーキュティ （4:14）
  - 作詞・作曲: 大久保海太
4. ヴィデオ -LIVE- （4:28）
  - 作詞・作曲: 大久保海太

※編曲者の表記はなし。

## 関連作品
- DIVE

アルバム未収録
- ほんとうの海

アルバム未収録
- OKBQT 〜ベイビーキュティ

アルバム未収録
- ヴィデオ

ヴィデオ - セカンド・シングル
リン - ファースト・アルバム